# Ortega (Tolima)
Pour les articles homonymes, voir Ortega.
Ortega est une municipalité colombienne située dans le département de Tolima.